# Igor Michailowitsch Schukow
Igor Michailowitsch Schukow (russisch Игорь Михайлович Жуков; * 31. August 1936 in Gorki; † 26. Januar 2018 in Moskau) war ein russischer Pianist und Dirigent.

## Leben
Igor Schukow wuchs seit früher Kindheit in Moskau auf. Hier studierte er später am Moskauer Konservatorium bei Emil Gilels und Heinrich Neuhaus Klavier. 1957 gewann er bei dem nach Marguerite Long benannten Klavierwettbewerb in Paris einen Preis. Seither war er ein Solist vieler Orchester in der ganzen Welt.
Schukow unternahm die Ersteinspielung aller Klaviersonaten von Alexander Skrjabin. Er war auch als Dirigent tätig. 1983 gründete er das Neue Moskauer Kammerorchester und leitete dieses bis zur Auflösung 1994. Danach widmete er sich wieder verstärkt seinen Aktivitäten als Pianist.

## Rezeption
Igor Zhukov wurde von vielen Kritikern zu den bedeutendsten Pianisten seiner Generation gezählt. Seine Ersteinspielung aller Klaviersonaten von Alexander Skrjabin gilt als Meilenstein in der Interpretationsgeschichte dieses Komponisten.